# Edward Sapir
Edward Sapir (Lauenburg, hoje Lębork, Polônia, 26 de janeiro de 1884 — New Haven, 4 de fevereiro de 1939) foi um antropólogo e linguista alemão de origem judaica, que é considerado uma das figuras mais importantes no desenvolvimento da disciplina de linguística nos Estados Unidos.

## Biografia
Sapir nasceu na Pomerânia alemã, no que hoje é o norte da Polônia. Sua família emigrou para os Estados Unidos da América quando ele era criança. Ele estudou linguística germânica em Columbia, onde foi influenciado por Franz Boas, que o inspirou a trabalhar em línguas nativas americanas. Enquanto terminava seu Ph.D. ele foi para a Califórnia para trabalhar com Alfred Kroeber documentando as línguas indígenas de lá. Ele foi contratado pelo Geological Survey of Canada por quinze anos, onde se destacou como um dos linguistas mais importantes da América do Norte, sendo o outro Leonard Bloomfield. Ofereceu-se uma cátedra na Universidade de Chicago, e permaneceu por vários anos continuando a trabalhar para a profissionalização da disciplina de linguística. No final de sua vida foi professor de antropologia em Yale, onde nunca se encaixou. Entre seus muitos alunos estavam os linguistas Mary Haas e Morris Swadesh, e antropólogos como Fred Eggan e Hortense Powdermaker.
Com sua formação linguística, Sapir tornou-se o único aluno de Boas a desenvolver mais completamente a relação entre linguística e antropologia. Sapir estudou as maneiras pelas quais a língua e a cultura se influenciam mutuamente, e estava interessado na relação entre as diferenças linguísticas e as diferenças nas visões culturais do mundo. Essa parte de seu pensamento foi desenvolvida por seu aluno Benjamin Lee Whorf no princípio da relatividade linguística ou na hipótese "Sapir-Whorf". Na antropologia Sapir é conhecido como um dos primeiros defensores da importância da psicologia para a antropologia, sustentando que estudar a natureza das relações entre diferentes personalidades individuais é importante para as formas como a cultura e a sociedade se desenvolvem.
Entre suas principais contribuições à linguística está a classificação das línguas indígenas das Américas, sobre a qual elaborou a maior parte de sua vida profissional. Ele desempenhou um papel importante no desenvolvimento do conceito moderno de fonema, avançando muito na compreensão da fonologia.
Antes do Sapir era geralmente considerado impossível aplicar os métodos da linguística histórica às línguas dos povos indígenas porque se acreditava que eram mais primitivas do que as línguas indo-europeias. Sapir foi o primeiro a provar que os métodos da linguística comparativa eram igualmente válidos quando aplicados às línguas indígenas. Na edição de 1929 da Encyclopædia Britannica, ele publicou o que era então a classificação mais autorizada das línguas nativas americanas, e a primeira baseada em evidências da linguística comparativa moderna. Ele foi o primeiro a produzir evidências para a classificação dos álgicos, uto-astecas e línguas Na-Dene. Ele propôs algumas famílias linguísticas que não são consideradas adequadamente demonstradas, mas que continuam a gerar investigação, como línguas Hokan e Penutian.
Ele se especializou no estudo das línguas atabascanas, línguas chinookan e línguas uto-astecas, produzindo importantes descrições gramaticais de Takelma, Wishram, Southern Paiute. Mais tarde em sua carreira, ele também trabalhou com iídiche, hebraico e chinês, além de línguas germânicas, e também investiu no desenvolvimento de uma Língua Auxiliar Internacional.

## Hipótese de Sapir-Whorf
Sapir propôs uma perspectiva alternativa sobre a linguagem em 1921, ao sugerir que a linguagem influencia a forma como os indivíduos pensam. A ideia de Sapir foi adaptada e desenvolvida durante a Década de 1940 por Whorf, dando origem à Hipótese de Sapir-Whorf. Sapir afirmava que a percepção de um observador sobre o mundo ao seu redor é controlada de alguma forma fundamental pela linguagem que ele usa. Por exemplo: o conceito de tempo nos tempos verbais – presente, passado, futuro. Na língua hopi não há tempos verbais, mas marcas de diferenciação sobre relato de fatos, expectativas e verdades gerais. Também Benjamin Whorf achava que a linguagem pode restringir o pensamento, ou seja: a linguagem funda a realidade. Nomes de cores, por exemplo, podem variar enormemente. Em navajo, cinza e azul tem uma só palavra; em hebraico, há uma palavra para azul do céu e outra para azul do mar. Sapir acreditava que a linguística como ciência é uma forma de libertação, uma evidente ruptura da cadeia historicamente construída.

## Publicações selecionadas

### Livros
- Sapir, Edward (1907). Herder's "Ursprung der Sprache". Chicago: University of Chicago Press. ASIN: B0006CWB2W
- Sapir, Edward (1908). «On the etymology of Sanskrit asru, Avestan asru, Greek dakru». In:  Modi, Jivanji Jamshedji. Spiegel memorial volume. Papers on Iranian subjects written by various scholars in honour of the late Dr. Frederic Spiegel. Bombay: British India Press. pp. 156–159
- Sapir, Edward; Curtin, Jeremiah (1909). Wishram texts, together with Wasco tales and myths. [S.l.]: E.J. Brill. ISBN 978-0-404-58152-7. ASIN: B000855RIW
- Sapir, Edward (1910). Yana Texts. [S.l.]: Berkeley University Press. ISBN 978-1-177-11286-4
- Sapir, Edward (1915). A sketch of the social organization of the Nass River Indians. Ottawa: Government Printing Office
- Sapir, Edward (1915). Noun reduplication in Comox, a Salish language of Vancouver island. Ottawa: Government Printing Office
- Sapir, Edward (1916). Time Perspective in Aboriginal American Culture, A Study in Method. Ottawa: Government Printing Bureau
- Sapir, Edward (1917). Dreams and Gibes. Boston: The Gorham Press. ISBN 978-0-548-56941-2
- Sapir, Edward (1921). Language: An introduction to the study of speech. New York: Harcourt, Brace and Company. ISBN 978-4-87187-529-5. ASIN: B000NGWX8I
- Sapir, Edward; Swadesh, Morris (1939). Nootka Texts: Tales and ethnological narratives, with grammatical notes and lexical materials. Philadelphia: Linguistic Society of America. ISBN 978-0-404-11893-8. ASIN: B000EB54JC
- Sapir, Edward (1949).  Mandelbaum, David, ed. Selected writings in language, culture and personality. Berkeley: University of California Press. ISBN 978-0-520-01115-1. ASIN: B000PX25CS
- Sapir, Edward; Irvine, Judith (2002). The psychology of culture: A course of lectures. Berlin: Walter de Gruyter. ISBN 978-3-11-017282-9

### Ensaios e artigos
- Sapir, Edward (1907). «Preliminary report on the language and mythology of the Upper Chinook». American Anthropologist. 9 (3): 533–544. doi:10.1525/aa.1907.9.3.02a00100
- Kroeber, Alfred Louis; Waterman, Thomas Talbot; Sapir, Edward; Sparkman, Philip Stedman (1908). «Notes on California folk-lore». Journal of American Folklore. 21 (80): 35–42. JSTOR 534527. doi:10.2307/534527. hdl:2027/uc1.31822005860226
- Sapir, Edward (1910). «Some fundamental characteristics of the Ute language». Science. 31 (792): 350–352. PMID 17738737. doi:10.1126/science.31.792.350
- Sapir, Edward (1911). «Some aspects of Nootka language and culture». American Anthropologist. 13: 15–28. doi:10.1525/aa.1911.13.1.02a00030
- Sapir, Edward (1911). «The problem of noun incorporation in American languages». American Anthropologist. 13 (2): 250–282. doi:10.1525/aa.1911.13.2.02a00060
- Sapir, E. (1913). «Southern Paiute and Nahuatl, a study in Uto-Aztekan» (PDF). Journal de la Société des Américanistes. 10 (2): 379–425. doi:10.3406/jsa.1913.2866[ligação inativa]
- Sapir, E. (1915). «Abnormal Types of Speech in Nootka» (PDF). Memoir (Geological Survey of Canada). no. 62. doi:10.4095/103492. hdl:2027/uc1.32106013085003. Consultado em 8 de agosto de 2019. Cópia arquivada (PDF) em 8 de agosto de 2019
- Sapir, E. (1915). «Noun Reduplication in Comox, a Salish Language of Vancouver Island» (PDF). Memoir (Geological Survey of Canada). no. 63. doi:10.4095/103493. hdl:2027/uc2.ark:/13960/t1td9v139. Consultado em 8 de agosto de 2019. Cópia arquivada (PDF) em 8 de agosto de 2019
- Sapir, E. (1915). «A Sketch of the Social Organization of the Nass River Indians» (PDF). Museum Bulletin (Geological Survey of Canada). no. 19. doi:10.4095/104974. hdl:2027/loc.ark:/13960/t0qr4xq6w. Consultado em 8 de agosto de 2019. Cópia arquivada (PDF) em 8 de agosto de 2019
- Sapir, Edward (1915). «The Na-dene languages: a preliminary report». American Anthropologist. 17 (3): 765–773. doi:10.1525/aa.1915.17.3.02a00080
- Sapir, E. (1916). «Time Perspective in Aboriginal American culture: A Study in Method» (PDF). Memoir (Geological Survey of Canada). no. 90. doi:10.4095/103486. hdl:2027/coo1.ark:/13960/t4xh0677f. Consultado em 8 de agosto de 2019. Cópia arquivada (PDF) em 8 de agosto de 2019
- Sapir, Edward (1917). «Do we need a superorganic?». American Anthropologist. 19 (3): 441–447. doi:10.1525/aa.1917.19.3.02a00150
- Sapir, E. (1923). «Prefatory note» (PDF). Museum Bulletin (Geological Survey of Canada). no. 37: iii. doi:10.4095/104978. hdl:2027/uc1.31822007179245. Consultado em 8 de agosto de 2019. Cópia arquivada (PDF) em 8 de agosto de 2019
- Sapir, Edward (1924). «The grammarian and his language». The American Mercury (1): 149–155
- Sapir, Edward (1924). «Culture, Genuine and Spurious». The American Journal of Sociology. 29 (4): 401–429. doi:10.1086/213616
- Sapir, Edward (1925). «Memorandum on the problem of an international auxiliary language». The Romanic Review (16): 244–256
- Sapir, Edward (1925). «Sound patterns in language». Language. 1 (2): 37–51. JSTOR 409004. doi:10.2307/409004
- Sapir, Edward (1931). «The function of an international auxiliary language». Romanic Review (11): 4–15. Cópia arquivada em 28 de outubro de 2009
- Sapir, Edward (1936). «Internal linguistic evidence suggestive of the Northern origin of the Navaho». American Anthropologist. 38 (2): 224–235. doi:10.1525/aa.1936.38.2.02a00040
- Sapir, Edward (1944). «Grading: a study in semantics». Philosophy of Science. 11 (2): 93–116. doi:10.1086/286828
- Sapir, Edward (1947). «The relation of American Indian linguistics to general linguistics». Southwestern Journal of Anthropology. 3 (1): 1–4. doi:10.1086/soutjanth.3.1.3628530

### Biografias
- Koerner, E. F. K.; Koerner, Konrad (1985). Edward Sapir: Appraisals of his life and work. Amsterdam: John Benjamins. ISBN 978-90-272-4518-2
- Cowan, William; Foster, Michael K.; Koerner, Konrad (1986). New perspectives in language, culture, and personality: Proceedings of the Edward Sapir Centenary Conference (Ottawa, 1–3 October 1984). Amsterdam: John Benjamins. ISBN 978-90-272-4522-9
- Darnell, Regna (1989). Edward Sapir: linguist, anthropologist, humanist. Berkeley: University of California Press. ISBN 978-0-520-06678-6
- Sapir, Edward; Bright, William (1992). Southern Paiute and Ute: linguistics and ethnography. Berlin: Walter de Gruyter. ISBN 978-3-11-013543-5
- Sapir, Edward; Darnell, Regna; Irvine, Judith T.; Handler, Richard (1999). The collected works of Edward Sapir: culture. Berlin: Walter de Gruyter. ISBN 978-3-11-012639-6

### Correspondência
- Sapir, Edward; Kroeber, Alfred L.; Golla (ed.), Victor (1984). «The Sapir–Kroeber correspondence: Letters between Edward Sapir and A.L. Kroeber 1905–1925» (PDF). Reports from the Survey of California and Other Indian Languages. 6: 1–509